# Grube Gnade Gottes (Schulenberg im Oberharz)
Die Grube Gnade Gottes war ein Silber- und Kupferbergwerk im Oberharzer Gangerzrevier. Sie lag nördlich der Straße von Oker nach Clausthal-Zellerfeld (L 517) in der Gemarkung Oberschulenberg (Berg- und Universitätsstadt Clausthal-Zellerfeld).
Das Bergwerk war das östlichste von insgesamt vier Gruben auf dem Oberschulenberger Erzmittel.

## Geologie
Die Grube Gnade Gottes baute auf den Bockswieser Gangzug (früher auch Bockswiese-Festenburg-Schulenberger Gangzug genannt), einer hydrothermalen Gangstruktur im nordwestlichen Oberharz. Der Gangzug war im Bereich Oberschulenberg über eine streichende Länge von etwa 600 m und bis in eine Teufe von 250 m bauwürdig mit sulfidischen, silberhaltigen Blei- und Kupfermineralien vererzt. Das Erzmittel lag in einer Aufblätterungszone und wurde durch den Schulenberger Hauptgang im Hangenden und den Neuen Gang im Liegenden gebildet. Nach einer rund 1000 m langen Vertaubungszone im Osten schließt sich eine weitere Erzführung in Mittelschulenberg an (→ Grube Juliane Sophia).

## Geschichte und Technik

### Vorgängerbergbau
Wahrscheinlich ging bereits im Mittelalter Bergbau im Tagebau auf dem Ausbiss des Schulenberger Hauptganges in der Nähe der späteren St. Urbaner Schächte um. Im Zeitraum von 1532 bis 1592 bestand mit den Gruben St. Anna am Schulenberge und Unvergängliche Gabe Gottes und Reiche Gesellschaft am Schulenberge bereits gewinnbringender Bergbau in Oberschulenberg, der zunächst noch von privaten Pächtern betrieben wurde. Um das Jahr 1600 kam dieser frühe Erzabbau wieder zum Erliegen. Es waren die meisten Erzvorräte bis zur wenig tiefer liegenden Talsohle abgebaut, ein tiefer Stollen zur Wasserlösung hätte allein mit Schlägel und Eisen von weit her durch das feste Gestein vorgetrieben werden müssen.

### Betrieb der Grube Gnade Gottes von 1673 bis 1769
In den Jahren von 1673 bis 1685 wurde die Grube Gnade Gottes durch Pächter unregelmäßig betrieben. Dort wurden ältere Grubenbaue vorgefunden. Es bestanden Probleme mit der Wasserhaltung, sowie Mangel an Kapital. Von 1686 bis 1693 ruhte der Betrieb ganz.
Ab 1690 erfolgte eine Neuordnung des Bergbaus in Oberschulenburg in Längenfeldern zwischen 161 m und 323 m streichender Erstreckung. Die Gruben wurden vom braunschweigisch-wolfenbüttelschen Staat (Communion-Oberharz) selbst bewirtschaftet.
Von 1694 bis 1735 förderte die Grube Gnade Gottes im Mittel 18 bis 25 Tonnen Erz in der Woche, kurzzeitig (1702 bis 1705) wurden bis zu 40 Tonnen gefördert. In den Jahren 1701 bis 1710 betrug die Ausbeute bis vier Taler je Kuxe und Quartal. Der (Haupt-)Schacht wurde bis 1729 von 85 Metern auf 190 Meter vertieft und ein Aufhauen zur Verbesserung der Bewetterung nach über Tage hochgebrochen. 1730 wurde die Pumpenkunst instand gesetzt und um eine zweite Anlage erweitert.
Im Zeitraum 1737 bis 1740 erreichte der Schacht eine Teufe von 230 Metern. Die Förderung ging aber auf rund 11 Tonnen in der Woche zurück. Nach 1741 wurde der reguläre Abbau eingestellt und nur noch Nachlesebergbau (ca. 6 Tonnen/Woche) in den oberen Bauen durchgeführt, da das Erzvorkommen zur Tiefe hin erschöpft war. Dennoch hatte man den Schacht zu Untersuchungszwecken bis auf 270 Meter vertieft. Während um 1754 die Förderung ganz eingestellt wurde, erfolgte 1761 noch mal eine Nachlese im Umfang von 9 Tonnen in der Woche.
Ab 1769 lag die Grube Gnade Gottes endgültig still.
Zu Beginn des 19. Jahrhunderts wurden in den Oberschulenberger Gruben sporadisch Erzreste oberhalb der Tiefen Schulenberger-Stollen-Sohle abgebaut, um freigewordene Bergleute anderer Oberharzer Gruben bei Engpässen zu beschäftigen. Die tieferen Grubenteile waren nach Aufgabe der Wasserhaltung ersoffen.

### Übersicht der Schächte, Stollen und Tagesöffnungen
| Name                         | Größte Teufe | Länge   | Beginn | Ende     | Geographische Lage           | Anmerkungen                                                                              |
| ---------------------------- | ------------ | ------- | ------ | -------- | ---------------------------- | ---------------------------------------------------------------------------------------- |
| Schacht Gnade Gottes I       | 270 m        |         | 1673   | 1769     | 51° 49′ 48″ N, 10° 24′ 27″ O |                                                                                          |
| (Schacht) Gnade Gottes II    |              |         |        | 1800     | 51° 49′ 49″ N, 10° 24′ 23″ O |                                                                                          |
| Schacht Versuchsanlage       |              |         |        |          | 51° 49′ 46″ N, 10° 24′ 30″ O |                                                                                          |
| Tiefer Schulenberger Stollen |              | 2.900 m |        |          | 51° 49′ 33″ N, 10° 25′ 25″ O | Wasserlösungsstollen, Bauzeit: Vor 1600 und ab 1710.                                     |
| Wetterschacht                |              |         | 1729   | vor 1865 | 51° 49′ 50″ N, 10° 24′ 20″ O | Wurde von Bauen über dem Tiefen Schulenberger Stollen zur Tagesoberfläche hochgebrochen. |

## Heutiger Zustand (2011)
Das Oberschulenberger Bergbaugebiet ist heute noch gut im Gelände erkennbar. Oberhalb des Tales, teilweise von der Straße einsehbar, liegt ein ausgedehntes Haldengelände zwischen der ehemaligen Grube Glücksrad und dem Gnade Gotteser Schacht.
Die beiden 1726 gesetzten Lochsteine, die die Berechtsame der Grube Gnade Gottes markierten, sind noch erhalten: Der Lochstein an der Markscheide zur benachbarten Grube Gelbe Lilie unweit deren Schachtpinge und 240 Meter östlich des Gnade Gotteser Schachtes der Lochstein zur Abgrenzung gegen die bereits in Mittelschulenberg gelegene Kleine Mertenszeche.
Das Oberschulenberger Zechenhaus diente den Bergleuten als Sozial- und Verwaltungsgebäude und steht unweit des Oberschulenberger Wanderparkplatzes in der Nähe der Straße nach Zellerfeld. Es wurde 1733 an Stelle eines älteren durch eine Überschwemmung zerstörten Gebäudes errichtet.